# 3546 Атанасов
(3546) Атанасов (на английски: Atanasoff) е астероид от главния астероиден пояс.
Открит е от Елеонор Хелин, Владимир Шкодров, Ангелина Георгиева и Виолета Иванова в Националната астрономическа обсерватория на връх Рожен (в Родопите) на 28 септември 1983 г.
Наречен е на математика Джон Атанасов, който е създател на първия цифров електронен компютър.